# Нурд-Камал
Нурд-Камал — мечеть в городе Норильск (Красноярский край, Россия). Внесена в Книгу рекордов Гиннесса как самая северная мечеть мира.

## Строительство и особенности
Мечеть начали строить в конце 1993 года. Деньги на строительство выделил предприниматель Мидехат Бикмеев, этнический татарин. Название «Нурд-Камал» дано в честь родителей Бикмеева: отца Нурудина и матери Гайникамал.
Автор проекта — архитектор Евгений Солнышкин, который также спроектировал местное здание детской больницы, административно-бытовой корпус медного завода, талнахский бассейн и колокольню в память жертв политических репрессий.
Мечеть отличается от типичных форм индивидуального проекта с учётом климатических условий. Например, вместо традиционной округлой формы минарета в Норильске он четырёхугольный — квадратный. Это позволяет лучше сохранять тепло и увеличить устойчивость против сильных ветров. Мечеть имеет форму звезды. Зал для молитвы круглый, а минарет имеет высоту 30 метров. Мечеть имеет 2 этажа, нижнее помещение используют как медресе. Культовое сооружение стоит, как и многие другие здания Норильска, на сваях. Их используют, потому что на небольшой глубине от поверхности начинается вечная мерзлота, которая распространяется на 300—500 метров. Этот проект Евгения Солнышкина получил диплом третьей степени на международном биеннале Союза архитекторов в Москве.
Мечеть была торжественно открыта 19 сентября 1998 года муфтием шейх уль-исламом Т. С. Таджуддином.